# Филиппово (Кирилловский район)
Филиппово — деревня в Кирилловском районе Вологодской области.
Входит в состав Ферапонтовского сельского поселения, с точки зрения административно-территориального деления — в Ферапонтовский сельсовет.
Расстояние по автодороге до районного центра Кириллова — 28 км, до центра муниципального образования Ферапонтово — 5 км. Ближайшие населённые пункты — Окулово, Балуево, Лесово, Лукинское-1, Родино.
По данным переписи в 2002 году постоянного населения не было.